# Liste der Naturdenkmale in Steinbach am Donnersberg
Die Liste der Naturdenkmale in Steinbach am Donnersberg nennt die im Gemeindegebiet von Steinbach am Donnersberg ausgewiesenen Naturdenkmale (Stand 28. März 2024).

## Naturdenkmale
| Nr.         | Bezeichnung                        | Lage                                   | Beschreibung                                                    | Bild                                    |
| ----------- | ---------------------------------- | -------------------------------------- | --------------------------------------------------------------- | --------------------------------------- |
| ND-7333-064 | Bachesche                          | Hahnweiler Straße, bei Nr. 2 Lage      | Fraxinus excelsior                                              | Direkt Bild zu diesem Denkmal hochladen |
| ND-7333-109 | Sechs Winterlinden am Kirchenplatz | Donnersberger Straße, bei Nr. 36a Lage | Tilia cordata, sechs Bäume; um 1850 gepflanzt, bis zu 15 m hoch | Fotos hochladen                         |